# 皮托庞猪笼草
皮托庞猪笼草（学名：Nepenthes pitopangii）是印度尼西亚中苏拉威西省特有的热带食虫植物。最初仅于2006年在罗瑞林都国家公园发现了一个单一植株。随后几年对周围山脉的寻找也没有发现分布皮托庞猪笼草的其他分布。2011年3月，在距离模式产地约100公里处发现皮托庞猪笼草的新分布，数量为数十棵。皮托庞猪笼草表现出与无毛猪笼草（N. glabrata）之间存在着密切的近缘关系。

## 植物学史

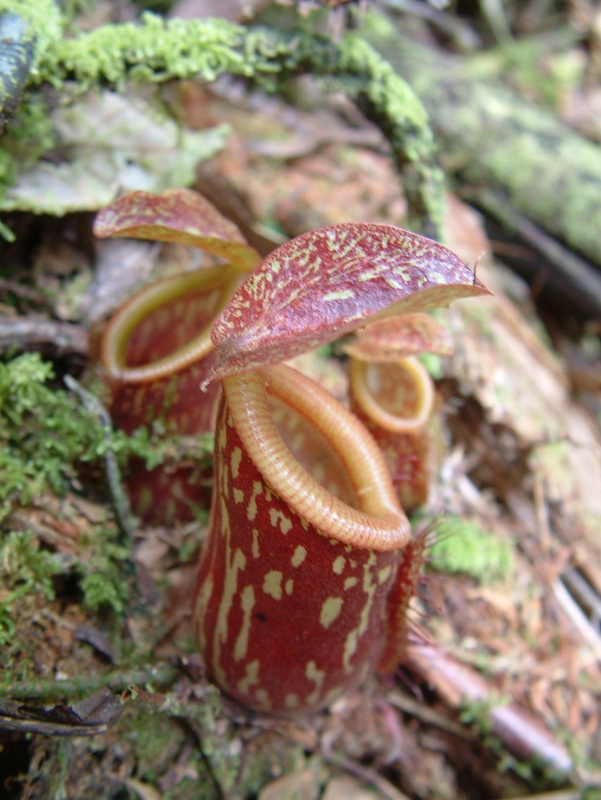
斯图尔特·麦克弗森在2007年与2008年的野外考察中仅发现的4个皮托庞猪笼草的下位笼

2006年9月，英国兽医乔纳森·纽曼（Jonathan Newman）在对中苏拉威西省罗瑞林都国家公园的一次观鸟考察中发现了皮托庞猪笼草。乔纳森·纽曼是在试图靠近环颈毛腿夜鹰（Eurostopodus diabolicus）的过程中偶然碰到的皮托庞猪笼草，最初他认为这是艾玛猪笼草（N. eymae）。因为一些苏拉威西的猪笼草物种也会出现类似的上位笼。接下来的几个月里，他将考察成果公布在网上，而这类群引起了植物学家的注意。之后Alfindra Primaldhi在没有看到乔纳森·纽曼的报告下，独立发现了皮托庞猪笼草，并于2008年1月，将更多皮托庞猪笼草原生地的照片放到了网上。
2007年7月，斯图尔特·麦克弗森和格雷格·伯克观察了该植株，并确定是一个未知物种。2008年，斯图尔特·麦克弗森与李乾再次去往考察，进一步观察植株的形态特征，为其正式描述做准备。在实地考察期间，斯图尔特·麦克弗森攀爬了模式产地附近的三座山，但都没有发现其他的分布地。
皮托庞猪笼草的第一次详细描述出现于斯图尔特·麦克弗森2009年5月出版的《旧大陆的猪笼草》第二册中。皮托庞猪笼草的正式描述发表于2009年10月的一期《新加坡园艺公报》（The Gardens' Bulletin Singapore）中。2007年5月30日由Rahmadanil Pitopang在印度尼西亚苏拉威西的罗瑞林都国家公园采集的“RP 2054”号标本被指定为模式标本。其存放于塔都拉科大学植物标本馆（CEB）中。该植物标本馆的馆长即是该物种早期标本的采集者，皮托庞猪笼草亦得名于他。
由于皮托庞猪笼草极其罕见，在正式描述中并没有透露其模式产地。

### 新分布地
斯图尔特·麦克弗森在2009年写道，“极有可能”在中苏拉威西省发现皮托庞猪笼草的新分布地。2011年3月，安德烈亚斯·维斯图巴、约阿希姆·那兹、乌尔斯·齐默尔曼（Urs Zimmermann）和赫科·里舍（Heiko Rischer）发现了约数十株的皮托庞猪笼草小群落。该原生地位于苏拉威西米納哈薩半島南部的一个小山脊的山顶处，海拔1400米。虽然此处植株在形态学上与模式标本相同，但其捕虫笼的颜色更为鲜艳。

## 形态特征

### 模式标本
皮托庞猪笼草模式产地的单一植株是一株巨大的雄性植株，其具有大量的侧枝，茎可长达2米。所有的侧枝都发自同一个地下茎。茎为暗红色至紫色，具许多细小的绿色斑点。
皮托庞猪笼草的叶片无柄，呈线形至披针形，可长达15.6厘米，宽至3.4厘米。叶尖为急尖或钝尖，叶基浑圆，包住茎部约周长的一半。叶片呈绿色，中脉和笼蔓为绿色至红色。
在斯图尔特·麦克弗森的实地考察中仅发现了4个皮托庞猪笼草的下位笼，因此，关于皮托庞猪笼草下位笼的描述是基于一个非常小的样本量得出的。皮托庞猪笼草的下位笼为卵形，下半部略微膨大，上半部呈圆柱形，具不明显的笼肩。其体型都非常小，高仅可达6厘米，宽尽可达3厘米。下位笼的腹面具一对可宽达6毫米的笼翼，其翼须可长达4毫米。唇为圆柱形，可宽达5毫米。唇肋可高约0.5毫米，间距可达0.8毫米，唇齿可长达1.5毫米。笼盖为椭圆形，无附属物，可长达3.4厘米，宽至3厘米。笼蔓尾未知。下位笼的颜色主要为红色，并具有黄色的斑点，唇及内表面为黄色。笼盖上表面的颜色与笼身一致。
皮托庞猪笼草的上位笼较下位笼更短，高仅可为4.5厘米，宽仅可为3.7厘米。笼口下部略微收缩，使其呈现出特殊的膨大状。上位笼的笼翼缩小为一对隆起。唇为圆柱形，宽可达3毫米。唇肋高可达0.3毫米，间距可达0.45毫米。唇齿完全消失。上位笼的内表面，消化腺会在消化液水位线附近形成一个明显的黑点带，其他部位的蜜腺为黄色，远没有这么突出。皮托庞猪笼草不会像无刺猪笼草（N. inermis）那样，形成高黏度的消化液。笼盖可长达2.9厘米，宽至2.8厘米，无附属物。笼盖基部后方的笼蔓尾可长达1.5毫米。上位笼的颜色与下位笼类似，但笼身的颜色较浅而唇的颜色较深（橙色至红色）。笼身外表面的橙色斑点向捕虫笼底部拉长，延伸至部分的笼蔓。笼盖上表面的颜色与笼身一致。
皮托庞猪笼草的花序为总状花序，可长达37厘米，直径可达2.5厘米。总花梗可长达18厘米，花序轴可长达20厘米。每个花梗带一朵花，其长约7至9厘米，下部的花梗有时会具有丝状的苞片，其长约0.5毫米。花被片为椭圆形，长约2毫米。雄蕊柄长约2.5至3毫米。雌性花序和果实未知。
皮托庞猪笼草发育中的捕虫笼和笼蔓的下部具有银棕色的毛被，其可长达0.5毫米。其余部位无毛被。

### 新分布地标本
部分植株为成年的攀援性植株，茎可长达7米。也存在一些幼年的莲座状植株。与模式产地植株都来源于同一根茎不同，该处的植株都来源于种子繁殖。基于对新分布地的观察，皮托庞猪笼草在转为攀援生长之前仅存在短时间的莲座状时期。
在植物形态学方面，新分布地植株几乎与模式标本是相同的，但其颜色存在明显不同。虽然其深红色至紫色的茎与绿色的叶片与模式标本是一致的，但很多植株叶片上表面与下表面都具有红色至紫色的中脉，而这是模式标本所不具有的。不过，最明显的区别是捕虫笼的颜色；新分布地个体之间下位笼的差别很大，但都不存在与模式产地颜色相同的植株。其可为通体全黑，红色具橙色斑点至暗紫色不等，唇为红色至紫色。具霜的内表面可为红色至紫色。上位笼笼身的外表面无毛，通体黄色－奶油色，而唇和笼盖为红色。少数植株的上位笼高度透明，甚至可从捕虫笼外部清楚的看到内部结构。
其毛被上也存在着细微的差别。与模式标本一致的是新分布地植株发育中的捕虫笼的毛被为棕色，可长达0.5毫米。而不同的是其成熟下位笼与笼蔓都存在着持久的毛被。
在新分布地尚未发现带花序的植株。这被认为代表着该处的植株很少开花或是季节性的开花。

## 生态关系

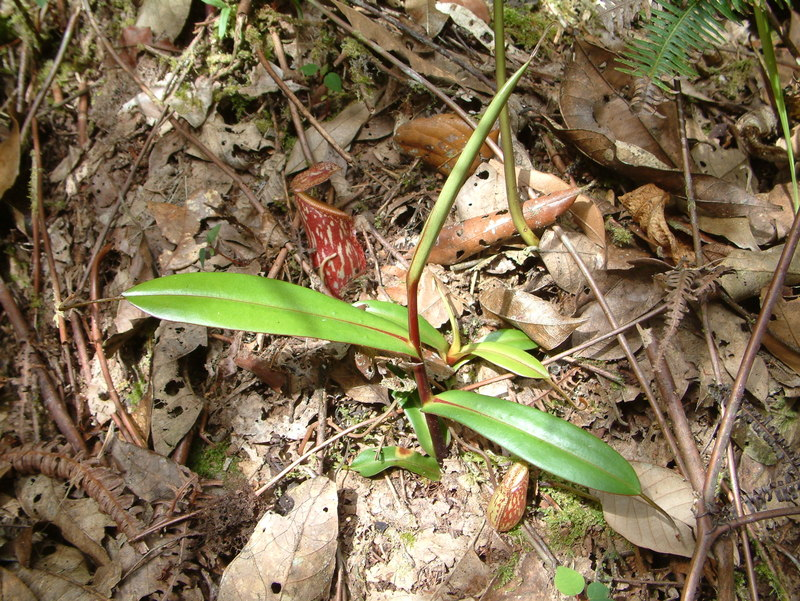
一段带下位笼的茎，其是模式产地许多发自同一个地下茎的侧芽之一

皮托庞猪笼草是印度尼西亚苏拉威西特有的热带食虫植物。已知两处分布地：一处位于中苏拉威西省罗瑞林都国家公园的一个偏僻地区，另一处位于米納哈薩半島南部的一个小型山脊的顶峰。这两个分布地相距超过100公里。皮托庞猪笼草也可能存在于中苏拉威西省的其他地区。
在模式产地，皮特潘猪笼草的单一植株存在于海拔1800米的次生低地山地森林中。其生长于高大的灌木丛下，虽然其茎上常出现花序。该植株的所在地位于已有记录的森林中，并靠近许多未开发的山峰与山脊。所以该植株被认为是来源于附近原生地飘散来的种子，而此处树木的再生阻碍了皮托庞猪笼草种群在该地的进一步扩大。
2011年发现分布地位于海拔1400米的片状、开阔的苔藓森林，其数十个植株生长于灌木植被中。种群包括攀援状植株和莲座状植株。新原生地中的皮托庞猪笼草与苔藓密切联系，即为陆生植株，有可附生于树干或树枝上。
两处分布地的皮托庞猪笼草都与大猪笼草（N. maxima）和毛盖猪笼草（N. tentaculata）同域分布。在模式产地内尚未发现皮托庞猪笼草的自然杂交种，但乌尔斯·齐默尔曼已在新分布地发现了疑似与毛盖猪笼草的自然杂交种。在位于两处分布地的植株的部分捕虫笼中都发现了未鉴定确认的蛹。仅观察到这种蛹附于下位笼内表面的上部。其可能属于一种皮特潘猪笼草下位笼特有的潜叶蝇。
，该处的森林曾被砍伐过的。森林的恢复想必会妨碍苗期植株的生长，所以有人建议在森林恢复前，以飘散的种子进行定植。斯图尔特·麦克弗森还认为在中苏拉威西省的其他的地方“非常有可能”发现皮托庞猪笼草未知的分布。

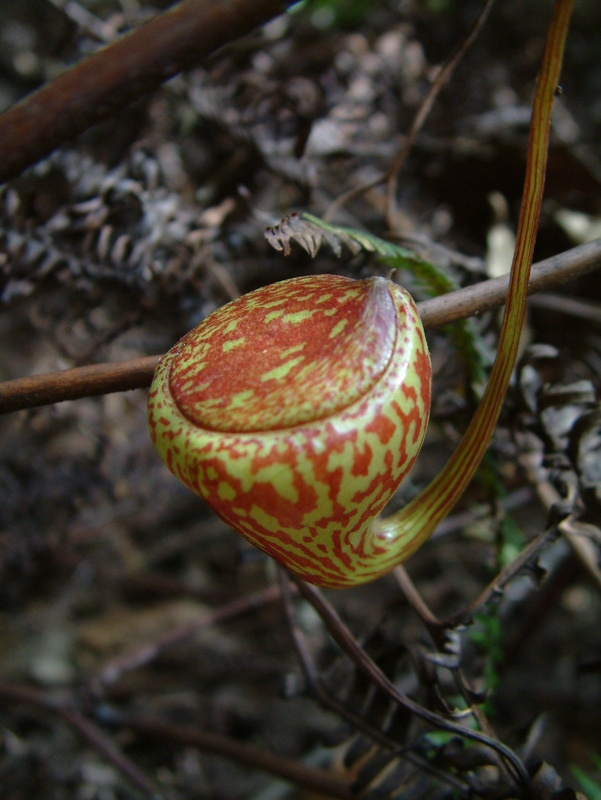
一个发育中的上位笼，示其区别于其他猪笼草的椭圆形笼盖

尽管其生长于国家公园中，但对于皮托庞猪笼草的模式植株来说，它的未来仍是不安全的。2007年，斯图尔特·麦克弗森回到其模式产地，他发现该植株因植物采集者的大量采集，其尺寸已缩小为原来的一半。

## 相关物种
皮托庞猪笼草与也是苏拉威西特有的高地物种无毛猪笼草之间存在着密切的近缘关系，但无毛猪笼草并不存在于皮托庞猪笼草的原生地附近。它们的茎、叶片和下位笼都非常的相似，但它们的上位笼之间有着巨大的区别，所以并不容易混淆。无毛猪笼草的上位笼比皮托庞猪笼草的更细长，且具有发达的笼翼。
皮托庞猪笼草上位笼的乍看起来与艾玛猪笼草、杏黄猪笼草（N. flava）、无刺猪笼草、贾桂琳猪笼草（N. jacquelineae）、塔蓝山猪笼草（N. talangensis）、细猪笼草（N. tenuis）和一些大猪笼草的变型较为的相似。但可从它们的叶片、下位笼的形状及笼盖的大小和形状，有无附属物而将其与皮托庞猪笼草区分开来。
尽管已知的皮托庞猪笼草数量稀少，但该类群并没有被认为起源于自然杂交种。因为皮托庞猪笼草与无毛猪笼草距其模式产地最近的种群之间的距离都在50公里以上，所以皮托庞猪笼草不太可能是起源于无毛猪笼草的自然杂交种。而在苏拉威西能长出类似上位笼的猪笼草仅有艾玛猪笼草和大猪笼草的一些变型。但所有关于这些物种的自然杂交种，其叶片都具柄，且下位笼的笼盖为三角形并具有附属物。

## 扩展阅读
- 食虫植物照片搜寻引擎中皮托庞猪笼草的照片 （页面存档备份，存于）
- 皮托庞猪笼草的录像

 维基共享资源上的相關多媒體資源：皮托庞猪笼草
 維基物種上的相關：皮托庞猪笼草